# Рысев, Денис Юрьевич
Денис Юрьевич Рысев (род. 17 октября 1986) — российский хоккеист с мячом, вратарь сборной России и клуба «СКА-Нефтяник» (Хабаровск), заслуженный мастер спорта России (2016), пятикратный чемпион мира.

## Биография
Хоккеем занимается с шести лет, воспитанник школы красноярского «Енисея». Первый тренер – Ю.И. Третьяков. 
Выступал в красноярском «Енисее» (2000–2007), усть-илимском «Лесохимике» (2007–2008). В «Байкал-Энергии» – с ноября 2008, дебютировал 11 декабря 2008 года в матче против краснотурьинского «Маяка». С 2017 года выступает за хабаровский «СКА-Нефтяник». 
По состоянию на 1 февраля 2022 года в Высшей лиге (Суперлиге) чемпионатов России провёл 313 матчей, пропустил 1122 мяча. В розыгрышах Кубка России – 89 матчей, пропустил 337 мячей.

## Достижения
- Чемпион мира (5) - 2014, 2015, 2016, 2018, 2019
- Серебряный призёр чемпионата мира (1) - 2017
- Победитель Турнира четырёх наций (1) - 2016
- Серебряный призёр Турнира четырёх наций (1) - 2018
- Бронзовый призёр Международного турнира на призы правительства Российской Федерации (1) - 2012 (в составе второй сборной России)
- Чемпион мира среди юношей (2) - 2002, 2003

- Чемпион России (2) - 2018, 2019
- Серебряный призёр чемпионата России (2) - 2016, 2017
- Бронзовый призёр чемпионата России (1) - 2015
- Обладатель Кубка России (3) - 2015, 2017, 2018
- Финалист Кубка России (1) - 2004
- Обладатель Суперкубка России (1) - 2019
- Финалист Суперкубка России (2) - 2016, 2018
- Победитель первенства России среди юношей (1) - 2003
- Победитель международного турнира Sportservice Reebok Jofa Cup (1) - 2009

- Включался в список 22 лучших игроков сезона (5) - 2014, 2015, 2016, 2018, 2019
- Лучший вратарь чемпионата России сезона 2014/2015
- Самый ценный игрок серии плей-офф чемпионата России сезона 2015/2016

В сборной России с 2014 года — 23 матча. На чемпионатах мира провёл 19 матчей.
В составе второй сборной России – 2 матча.